# Alberto I de Namur
Alberto I de Namur (c. 950 - 1011) foi conde de Namur de 981 até sua morte, foi o filho de Roberto I de Namur que viria a herdar o condado de Namur.

## Biografia
Seu pai desaparece da documentação oficial cerca de 974, e Alberto I, em 981 passa a aparece então na documentação oficial como Conde de Namur. 
No ano de 973, juntou-se aos filhos de Rainério III de Hainaut, Reginaldo IV de Mons e Lamberto I de Lovaina, que procuravam recuperar o seu património a Reinaldo de Mons e Garnier de Valenciennes, condes nomeados pelo então imperador Otão I, Sacro Imperador Romano-Germânico.
Apesar desta sua oposição á política do imperador, viria posteriormente a reconciliar-se com este, tendo então o imperador, lhe atribuído a defesa da Abadia de São Geraldo Brogne em 998.

## Relações familiares
Foi filho de Roberto I de Namur (? - entre 974 e 981) e de Ermengarda de Lorena.
Casou-se com Ermengarda da Baixa-Lorena, filha de Carlos da Baixa Lorena, duque da Baixa Lorena, de quem teve:
1. Roberto II de Namur,[2] Conde de Namur.
2. Alberto II de Namur (c. 1000 — 1064) foi conde de Namur entre os anos de 1018 e 1062. Casou-se com Regelinda da Baixa-Lorena, filha de Gotelão I de Verdun, duque da Baixa-Lorena.
3. Luitgarda de Namur, casada com o Otto de Loon, o primeiro Conde de Loon.
4. Oda ou Goda de Namur.
5. Ermengarda de Namur, que na maioria das vezes é indicada como esposa de Otto I de Chiny.